# Епархия Сан-Матеуша
Епархия Сан-Матеуша (лат. Dioecesis Sancti Matthaei) — епархия Римско-Католической церкви с центром в городе Сан-Матеус, Бразилия. Епархия Сан-Матеуша входит в митрополию Витории. Кафедральным собором епархии Сан-Матеуша является церковь святого Матфея.  

## История
16 февраля 1958 года Римский папа Пий XII издал буллу «Cum territorium», которой учредил епархию Сан-Матеуша, выделив её из aрхиепархии Витории.

## Ординарии епархии
- епископ José Dalvit, MCCJ (1959—1970)
- епископ Aldo Gerna, MCCJ (1971—2007)
- епископ Zanoni Demettino Castro (2007 — 3.12.2014), назначен архиепископом-коадъютором Фейра-ди-Сантаны
  - Sede Vacante

## Источник
- Annuario Pontificio, Ватикан, 2007